# Selliguea albicaula
Selliguea albicaula là một loài dương xỉ trong họ Polypodiaceae. Loài này được M.Kato & M.G.Price mô tả khoa học đầu tiên năm 1990.
Danh pháp khoa học của loài này chưa được làm sáng tỏ. 